# كسب كهربائي

الرمز الهندسي للمكبر الإلكتروني.

التضخيم  أو الكسب الكهربائي (بالإنجليزية: Gain) في مجال الالكترونيات، هو مقياس لقدرة الدائرة (غالبا ما تكون لمضخم الإلكتروني) لزيادة القدرة أو تكبير مطال إشارة داخلة إليه.
الكسب الكهربائي أو التضخيم يعني تضخيم خاصة فيزيائية من نفس النوع، فمثلا بالنسبة إلى تيار مستمر يدخل في مضخم عملياتي يزداد التيار الخارج عند مخرج المضخم. وبالنسبة لتيار متردد يتضخم مطال التيار الخارج بعد التضخيم ويظل أيضا تيارا مترددا. أو يتضخم مطال الجهد المتردد عند المخرج. يسري ذلك أيضا على تضخيم إشارات كهربائية بعد مرورها في مضخم كهربائي، وهذا هو العمل الأساسي لدائرة مضخم، هو يضخم الإشارات.
يعتمد التضخيم أو الكسب عل مواصفات الإشارة الداخلة وبالطبع على خصائص الترانزستور المستخدم أو على خصاص صمام إلكتروني، مثل صمام ثلاثي. وبالنسبة للتطبيقات العملية فيكون التضخيم أيضا معتمدا على تردد الإشارة الداخلة.
يعرف «معامل التضخيم» بأنه النسبة بين الكمية الخارجة {\displaystyle \scriptstyle S_{2}} إلى الكمية الداخلة 
{\displaystyle \scriptstyle S_{1}}; ومن الممكن أن تكون الكميات كميات مركبة:
{\displaystyle T={\frac {S_{2}}{S_{1}}}}
في مثالنا أعلاه يتلقى الهوائي موجات الراديو ويحولها إلى إشارات (موجات كهربائية)، ولكنها تكون ضعيفة سواء في التيار أو الجهد، ولكي يمكن «سماع» الراديو فلا بد من تـضخيم الجهد والتيار، ثم توصيلهما لتشغيل مكبر الصوت فنسمع الراديو. يقوم بتلك العملية ما يسمى مضخم إلكتروني.

## أمثـــلة
سؤال: مصخم يبلغ ممانعة المدخل فيه 50 أوم وهو محمل بمقاومة 50 أوم. فإذا كان جهد المدخل ({\displaystyle V_{\mathrm {in} }}) 1 فولط، وكان الجهد عند المخرج ({\displaystyle V_{\mathrm {out} }}) يبلغ 10 فولط. فما هو معدل تضخيم الجهد وتضخيم القدرة؟
الحل:
- تضخيم الجهد هو:

{\displaystyle {\frac {V_{\mathrm {out} }}{V_{\mathrm {in} }}}={\frac {10}{1}}=10\ \mathrm {V/V} .}
الوحدات المستخدمة هي فولط/ فولط، وهذا يوضح أن الكسب هنا كسب في الجهد Voltage.
- باستخدام المعادلة الخاصة بالقدرة P = V2/R, نحصل على التضخيم في القدرة الكهربائيةpower:

{\displaystyle {\frac {V_{\mathrm {out} }^{2}/50}{V_{\mathrm {in} }^{2}/50}}={\frac {V_{\mathrm {out} }^{2}}{V_{\mathrm {in} }^{2}}}={\frac {10^{2}}{1^{2}}}=100\ \mathrm {W/W} .}
وهنا أيضا نجد وحدات متماثلة وهي واط/واط.
ويعبر عن الكسب في القدرة عادة بالديسيبل، حيث يمكن للكسب التضخم عدة مئات المرات أو حتى آلاف المرات، إذن:
{\displaystyle G_{dB}=10\log G_{W/W}=10\log 100=10\times 2=20\ \mathrm {dB} .}
عندما يكون الكسب مساويا 1 (أي 0 ديسيبل (وهو مقياس لوغاريتمي)) يكون جهد المخرج مساويا لجهد المدخل عند مقدار معين للمعاوقة.
يرمز للكسب بالرمز G , وهو من كلمة Gain .

## وحدات لوغاريتمية وديسيبل
نظرا لأن الكسب قد يصل مئات بل آلاف المرات بالمقارنة بالخاصة الفيزيائية المتعامل معها، فقد جرى العرف على استخدام مقياسا لوغاريتميا وبالتالي الديسيبل dB للتعبير عنها:

### الكسب في القدرة
يعبر عن كسب القدرة بالديسيبل (dB), وهو يعرف طبقا للقاعدة اللوغاريتمية 10 log rule ، كالآتي:
{\displaystyle {\text{Gain}}=10\log \left({\frac {P_{\mathrm {out} }}{P_{\mathrm {in} }}}\right)\ \mathrm {dB} }
حيث Pin و Pout هما القدرة الداخلة والقدرة الخارجة على التوالي (في دائرة كهربائية).

### الكسب في الجهد
عندما نستخدم الجهد voltage في كتابة القدرة، فإننا نقوم بالتعويض في معادلة قانون جول P=V 2/R,
فنحصل على:
{\displaystyle {\text{Gain}}=10\log {\frac {({\frac {{V_{\mathrm {out} }}^{2}}{R_{\mathrm {out} }}})}{({\frac {{V_{\mathrm {in} }}^{2}}{R_{\mathrm {in} }}})}}\ \mathrm {dB} }
وعادة تكون ممانعة المدخل مساوية لممانعة المخرج وبالتالي يمكن تبسيط معادلة الكسب كالآتي:
{\displaystyle {\text{Gain}}=10\log \left({\frac {V_{\mathrm {out} }}{V_{\mathrm {in} }}}\right)^{2}\ \mathrm {dB} }
أو بتطبيق القوعد اللوغاريتمية بشأن القيم المرفوعة لأس 2، فتصبح المعادلة:
{\displaystyle {\text{Gain}}=20\log \left({\frac {V_{\mathrm {out} }}{V_{\mathrm {in} }}}\right)\ \mathrm {dB} }
تستخدم تلك المعادلة لحساب كسب الجهد بالديسيبل، وهو يساوي كسب القدرة فقط عندما تكون ممانعة دخل الدائرة مساوية لممانعة المخرج.

### الكسب في التيار
بنفس الطريقة عندما نصيغ كسب القدرة باستخدام التيار I، وذلك بتطبيق قانون جول:
P = I 2R
فنحصل على معادلة الكسب:
{\displaystyle {\text{Gain}}=10\log {\left({\frac {{I_{\mathrm {out} }}^{2}R_{\mathrm {out} }}{{I_{\mathrm {in} }}^{2}R_{\mathrm {in} }}}\right)}\ \mathrm {dB} }
في حالات كثيرة تكون ممانعة المدخل في الدائرة الكهربائية مساوية لممانعة المخرج، وبالتالي يمكن تبسيط المعادلة كالآتي:
{\displaystyle {\text{Gain}}=10\log \left({\frac {I_{\mathrm {out} }}{I_{\mathrm {in} }}}\right)^{2}\ \mathrm {dB} }
وبالتالي:
{\displaystyle {\text{Gain}}=20\log \left({\frac {I_{\mathrm {out} }}{I_{\mathrm {in} }}}\right)\ \mathrm {dB} }
, وتستخدم تلك المعادلة المبسطة لحساب كسب التيار بالديسيبل، وهو يساوي كسب القدرة فقط عندما تكون معاوقة المدخل مساوية لمعاوقة المخرج.
ويعطى «كسب التيار» لمقحل ثنائي الأقطاب
hFE أو hfe, كعدد ليست له وحدة، لأنه نسبة تيار المجمع Ic إلى تيار القاعدة Ib
ولا يستخدم الديسيبل كوحدة وإنما كطريقة للتعبير عن علاقة لوغاريتمية.
وفي المثال السابق لمقحل ثنائي الأقطاب يكون كسب التيار كمية بلا وحدات لأنه النسبة بين تيار المخرج إلى تيار المدخل، وكلاهما يقاس بالأمبير.
وأما في حالة أجهزة أخرى فيعطي الكسب بوحدات النظام الدولي للوحدات [SI] . هذا نجده في حالة مضخم عملياتي يكون له دورة كسب مفتوحة لموصلية منقولة ووحدتها سيمنس (الكسب فيها يكون نسبة تيار المخرج إلى جهد المدخل).

## مضخمات في الراديو

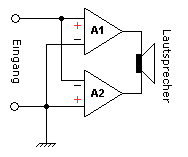
قنطرة مضخم.

تكون هناك رغبة في أن يكون تضخيم الإشارات متساويل في نطاق واسع من الترددات. هذا النطاق يكون محجوزا بين حد أدنى وحد أقصى. وتصنف المضخمات إلى عدة تصنيفات نذكر منها ثلاثة:
- تصنيف أ: وهو مضخم يعمل بعنصر تكبير واحد، يقوم بتضخيم التيار. يطبق هذا النوع في المضخم الابتدائي وفي المضخم النهائي الذي يعمل بصمامات للقيثارة. كفاءته تكون ضعيفة نسبيا تصل إلى نحو 25%.47
- تصنيف أ ب: وهو مضخم يعمل بعنصرين مركبين متناوبين (engl. push-pull). الكفاءة النظرية التي يمكن الحصول عليها هنا تصل بين 50% إلى 78% .
- تصنيف «قنطرة مضخم»: فيها يشتغل قنطرة من مضخمين متناوبين، يعمل كل واحد منهما على أحد أسلاك الدخول. يشكل مكبر الصوت القنطرة بين المضخمين. وتطبق تلك الطريقة عند الرغبة في قدرة عالية عندما تكون المعاوقة وجهد التشغيل محدودين (كما هو الحال مثلا لمكبر الصوت في الراديو).

## الكسب الكهربائي لدائرة إلكترونية

مثال تطبيقي لمضخم إلكتروني

في حسابات الهندسة الكهربائية: نستخدم عددا من مضخمات إلكترونية موصولة على التوالي لتكبير القدرة الكهربائية - يحدث ذلك في دائرة الراديو ودائرة التلفاز ودائرة الهاتف المحمول، وغيرها. وحساب التضخيم الناتج عن طريق «جمع» الديسيبلات أسهل من ضرب «معاملات التضخيم» بعضها ببعض ; إذ أن
(log(A × B × C) = log(A) + log(B) + log(C.
عمليا، نعرف أن 1 ديسيبل معناه كسب في القدرة مقداره 26% ، و 3 dB تعادل 2× القدرة، و 10 dB تعادل 10× القدرة الأصلية، ومنها نستطيع بسهولة معرفة الكسب النهائي للقدرة بواسطة «جمع» الديسيبل، بدلا من عمليات «ضرب» معاملات التضخيم.
فعلى سبيل المثال: 
نفترض أن لدينا مضخم إلكتروني متكون من ثلاثة مراحل على التوالي، تضخيم المرحلة الأولى 10 dB, والمرحلة الثانية 8 dB, والثالثة 7 dB على التوالي، فيكون الكسب النهائي 25 ديسيبل.
ونريد الآن معرفة التضخيم.
نقوم بحسابه بتحليل 25 ديسيبل إلى الأعداد المعروفة لدينا 10, 3, و 1 dB , كالآتي:
{\displaystyle 25~\mathrm {dB} =10~\mathrm {dB} +10~\mathrm {dB} +3~\mathrm {dB} +1~\mathrm {dB} +1~\mathrm {dB} }
فإذا كانت القدرة الأصلية الداخلة 1 واط فتكون القدرة الخارجة:
{\displaystyle 1~\mathrm {W} \times 10\times 10\times 2\times 1.26\times 1.26\approx 317.5...~\mathrm {W} }
نجد أن القدرة الخارجة كبرت إلى نحو 5و317 واط.
ملحوظة: تلك النتيجة تكون مقربة طفيفا، ولحسابها بدقة نستخدم المعادلة (2) أعلاه:
{\displaystyle P_{1}=10^{\frac {L_{\mathrm {dB} }}{10}}P_{0}\,}.
{\displaystyle 1~\mathrm {W} \times 10^{\frac {25~\mathrm {dB} }{10}}=316.2...~\mathrm {W} }
هذه هي النتيجة الدقيقة.

## اقرأ أيضا
- جهد انحياز
- مضخم (إلكترونيات)
- مضخم عملياتي